# Achim Hölter
Achim Hermann Hölter (* 8. Juli 1960 in Dülken, Rheinland) ist ein deutscher Komparatist und Literaturwissenschaftler.

## Leben

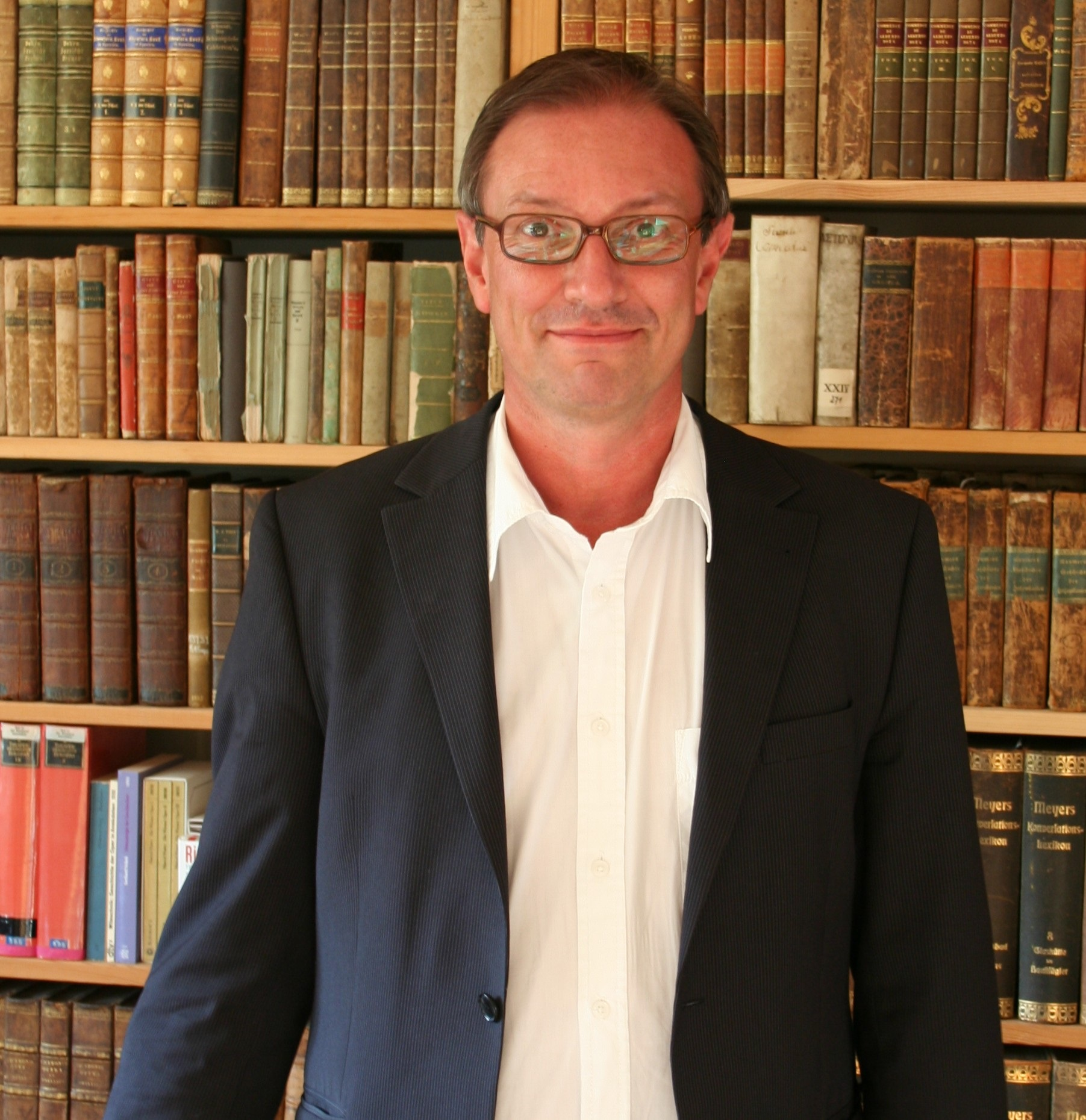
Achim Hölter (2010)

Nach dem Studium der Germanistik, Mediävistik, Philosophie, Allgemeinen Literaturwissenschaft und Romanistik in Wuppertal und Düsseldorf war Achim Hölter Assistent an der Bergischen Universität Wuppertal. 1988 erfolgte seine Promotion mit der Arbeit Ludwig Tieck. Literaturgeschichte als Poesie, 1993 seine Habilitation mit der Schrift Die Invaliden.
1994–95 hatte er eine Professurvertretung an der Ruhr-Universität Bochum inne, von 1995 bis 1997 war er Heisenberg-Stipendiat der Deutschen Forschungsgemeinschaft an der Universität Bonn. Von 1997 bis 2009 war Hölter Universitätsprofessor für Komparatistik an der Universität Münster, seit September 2009 ist er Universitätsprofessor für Vergleichende Literaturwissenschaft an der Universität Wien. Achim Hölter leitet dort seit 2014 das vom Wissenschaftsfonds (FWF) geförderte Projekt „Ludwig Tiecks Bibliothek. Anatomie einer romantisch-komparatistischen Büchersammlung“, das die berühmte Büchersammlung Ludwig Tiecks (1773–1853) rekonstruiert. 2016 war Achim Hölter als Vorsitzender des Organisationsteams Gastgeber des 21. Weltkongresses der ICLA (International Comparative Literature Association) an der Universität Wien.
Achim Hölter ist verheiratet und lebt in Wien, Düsseldorf und Berlin.
Für Aufsehen im Feuilleton sorgten 2021 zwei Zeitungsartikel Hölters in der Frankfurter Allgemeinen Zeitung (7. April 2021) und dem in Wien erscheinenden Der Standard (16. Juni 2021), in denen er nachwies, dass der Verlag Egmont Ehapa Media als Herausgeber der Disney-Comics bei Neuauflagen alter Übersetzungen von Erika Fuchs „im Geiste einer Political Correctness“ massiv in die Texte eingegriffen hatte, ohne dies transparent zu machen. Der Verlag warb sogar damit, dass die „Classic Edition“ der Geschichten von Carl Barks „in der Originalübersetzung von Dr. Erika Fuchs“ erscheine. Stattdessen wurden z. B. allein in Band 12 der Classic Edition 109 Panels verändert. „Offensichtlich, weil einige der Storys Probleme mit ethnischen Zuschreibungen bereiteten“, so Hölter im Standard.

## Forschungsschwerpunkte
- Romantikforschung
- Themen- und Diskursforschung
- Kunst- und Literaturhistoriographie
- Ritualisierungen der Literatur
- Ästhetische Selbstreferenz
- Comparative arts
- Internationale Rezeptionsgeschichte
- Kanonforschung
- Bibliotheken und Literatur[1]

## Mitgliedschaften und Funktionen sowie Ernennungen
in wissenschaftlichen Gesellschaften
- Deutsche Gesellschaft für Allgemeine und Vergleichende Literaturwissenschaft (DGAVL) – Vorsitzender 2005–2011
- Heimito von Doderer-Gesellschaft (Berlin) – stellvertretender Vorsitzender 2008–2015
- UNESCO Memory of the World Programme: „Education and Research“ Sub-Committee – korrespondierendes Mitglied seit 2013
- International Comparative Literature Association (ICLA) – 2013–2019 Mitglied des Executive Council
- Academia Europaea – seit 2014
- Deutscher Hochschulverband (Bonn)
- Goethe-Gesellschaft (Weimar)
- Heinrich-Heine-Gesellschaft (Düsseldorf)
- Marcel Proust Gesellschaft (Köln)
- Internationale Tieck-Gesellschaft (Dresden) – Vorsitzender
- Wiener Verein für Komparatistik (Vorsitzender 2014–2021, stellvertretender Vorsitzender seit 2021)[1]

in sonstigen Vereinen
- Deutsche Organisation nichtkommerzieller Anhänger des lauteren Donaldismus (D.O.N.A.L.D.)
- Borussia Mönchengladbach[1]

## Werke (Auswahl)
als Autor
- Ludwig Tieck. Literaturgeschichte als Poesie. Winter, Heidelberg 1989 (zugl. Dissertation, Universität Wuppertal 1987), ISBN 3-533-04219-7.
- Die Invaliden. Die vergessene Geschichte der Kriegskrüppel in der europäischen Literatur bis zum 19. Jahrhundert. Metzler, Stuttgart 1995 (zugl. Habilitationsschrift, Universität Wuppertal 1993), ISBN 3-476-01273-5.
- Die Bücherschlacht. Ein satirisches Konzept in der europäischen Literatur. Aisthesis Verlag, Bielefeld 1995 (Aisthesis Essay; 5), ISBN 3-89528-115-8.
- Frühe Romantik – frühe Komparatistik gesammelte Aufsätze zu Ludwig Tieck. Lang, Frankfurt a. M., Berlin, Bern [u. a.] 2001 (Helicon; 27), ISBN 3-631-37100-4.
- In 200 Büchern um den Globus – Expeditionen in die neuere Weltliteratur. Böhlau, Wien 2023, ISBN 978-3-205-21777-0.

als Herausgeber
- Marcel Proust. Leseerfahrungen deutschsprachiger Schriftsteller von Theodor W. Adorno bis Stefan Zweig. Suhrkamp, Frankfurt/M. 1998, ISBN 3-518-39291-3.
- [Hg. mit Volker Pantenburg und Susanne Stemmler:] Metropolen im Maßstab. Der Stadtplan als Matrix des Erzählens in Literatur, Film und Kunst. transcript-Verlag, Bielefeld 2009, ISBN 978-3-89942-905-3.
- Wortgeburten. Zu Ehren von Karl Maurer. Synchron-Verlag, Heidelberg 2009, ISBN 978-3-939381-20-4.
- [Hg. mit Lothar Bluhm:] Produktive Rezeption. Beiträge zur Literatur und Kunst im 19., 20. und 21. Jahrhundert. Wiss. Verl. Trier, Trier 2010, ISBN 978-3-86821-278-5.
- Comparative Arts. Universelle Ästhetik im Fokus der Vergleichenden Literaturwissenschaft. Synchron-Verlag, Heidelberg 2011, ISBN 978-3-939381-41-9.
- [Hg. mit Rüdiger Zymner:] Handbuch Komparatistik. Theorien, Arbeitsfelder, Wissenspraxis. Metzler, Stuttgart u. Weimar 2013, ISBN 978-3-476-02431-2.
- [Hg. mit Monika Schmitz-Emans:] Literaturgeschichte und Bildmedien. Synchron, Heidelberg 2015, ISBN 978-3-939381-85-3.
- [Hg. mit Stefan Alker:] Literaturwissenschaft und Bibliotheken. V&R unipress, Göttingen 2015, ISBN 978-3-7370-0454-1.
- The Many Languages of Comparative Literature. La littérature comparée: multiples langues, multiples langages. Die vielen Sprachen der Vergleichenden Literaturwissenschaft. Collected Papers of the 21st Congress of the ICLA. 5 Bde. De Gruyter, Berlin / Boston 2020–2024.
- [Hg. mit Norbert Bachleitner u. John A. McCarthy:] Taking Stock. Twenty-Five Years of Comparative Literary Research. Brill, Leiden / Boston 2020, ISBN 978-90-04-40828-9.
- [Hg. mit Stephan-Immanuel Teichgräber u. Paul Ferstl:] Begegnungen zentraleuropäischer Literaturwissenschaft. Norbert Bachleitner zum 65. Geburtstag gewidmet. Weidler, Berlin 2021, ISBN 978-3-89693-764-3.
- [Hg. mit Walter Schmitz:] Ludwig Tieck. Werk – Familie – Zeitgenossenschaft. Thelem, Dresden 2021, ISBN 978-3-95908-447-5.
- [Hg.]: The Languages of World Literature. De Gruyter, Berlin / Boston 2024 (= The Many Languages of Comparative Literature Bd. 1), ISBN 978-3-11-057433-3.